# Мужская волейбольная Евролига 2008
5-й розыгрыш мужской волейбольной Евролиги — международного турнира по волейболу среди мужских национальных сборных стран-членов ЕКВ — прошёл с 13 июня по 20 июля 2008 года в 10 городах 9 стран с участием 9 команд. Финальный этап был проведён в Бурсе (Турция). Победителем турнира стала сборная Словакии.

## Команды-участницы
Австрия, Беларусь, Великобритания, Германия, Греция, Нидерланды, Португалия, Словакия, Турция.

## Система проведения розыгрыша
Соревнования состояли из предварительного и финального этапов. На предварительном этапе 11 команд-участниц были разбиты на две группы. В группах команды играли по туровой системе. По две лучшие сборные вышли в финальный этап и по системе плей-офф разыграли призовые места.

## Предварительный этап

### Группа А
| М | Команда        | 1           | 2           | 3           | 4           | 5           | И  | В  | П  | С/П   | О  |
| - | -------------- | ----------- | ----------- | ----------- | ----------- | ----------- | -- | -- | -- | ----- | -- |
| 1 | Нидерланды     |             | 3:2 3:1 3:2 | 3:2 3:2 3:1 | 3:0 3:1 3:0 | 3:0 3:0 3:0 | 12 | 12 | 0  | 36:11 | 24 |
| 2 | Словакия       | 2:3 1:3 2:3 |             | 3:0 0:3 3:0 | 3:2 3:0 3:2 | 3:0 3:0 3:0 | 12 | 8  | 4  | 29:16 | 20 |
| 3 | Греция         | 2:3 2:3 1:3 | 0:3 3:0 0:3 |             | 3:0 1:3 1:3 | 3:0 2:3 3:1 | 12 | 4  | 8  | 21:25 | 16 |
| 4 | Португалия     | 0:3 1:3 0:3 | 2:3 0:3 2:3 | 0:3 3:1 3:1 |             | 1:3 3:0 3:0 | 12 | 4  | 8  | 18:26 | 16 |
| 5 | Великобритания | 0:3 0:3 0:3 | 0:3 0:3 0:3 | 0:3 3:2 1:3 | 3:1 0:3 0:3 |             | 12 | 2  | 10 | 7:33  | 14 |

1-й тур. 13—15 июня.  Жилина.
13 июня. Нидерланды — Греция 3:2 (18:25, 22:25, 34:32, 25:20, 15:13); Словакия — Великобритания 3:0 (25:12, 25:15, 25:16).
14 июня. Нидерланды — Великобритания 3:0 (25:22, 25:20, 25:16); Словакия — Греция 3:0 (25:21, 25:23, 25:19).
15 июня. Греция — Великобритания 3:0 (25:18, 25:20, 25:17); Нидерланды — Словакия 3:2 (25:22, 25:19, 22:25, 19:25, 15:11).
2-й тур. 19—21 июня.  Лариса.
19 июня. Нидерланды — Словакия 3:1 (25:20, 17:25, 25:19, 25:21); Греция — Португалия 3:0 (25:22, 25:23, 25:17).
20 июня. Словакия — Португалия 3:2 (19:25, 25:21, 22:25, 25:21, 15:13); Нидерланды — Греция 3:2 (25:21, 25:20, 19:25, 21:25, 17:15).
21 июня. Нидерланды — Португалия 3:0 (25:22, 25:19, 25:22); Греция — Словакия 3:0 (25:222, 25:22, 25:21).
3-й тур. 27—29 июня.  Шеффилд.
27 июня. Великобритания — Португалия 3:1 (25:27, 25:17, 25:23, 25:22); Словакия — Греция 3:0 (25:21, 25:15, 25:23).
28 июня. Португалия — Греция 3:1 (25:21, 25:19, 20:25, 25:21); Словакия — Великобритания 3:0 (25:23, 25:22, 31:29).
29 июня. Словакия — Португалия 3:0 (25:15, 25:15, 25:12); Великобритания — Греция 3:2 (25:19, 23:25, 19:25, 25:21, 15:10).
4-й тур. 4—6 июля.  Роттердам.
4 июля. Словакия — Португалия 3:2 (21:25, 25:21, 25:23, 22:25, 15:13); Нидерланды — Великобритания 3:0 (25:23, 25:13, 25:11).
5 июля. Португалия — Великобритания 3:0 (25:19, 25:23, 25:21); Нидерланды — Словакия 3:2 (25:20, 22:25, 21:25, 25:20, 15:11).
6 июля. Нидерланды — Португалия 3:1 (25:16, 20:25, 25:15, 25:22); Словакия — Великобритания 3:0 (25:14, 27:25, 25:23).
5-й тур. 11—13 июля.  Повуа-де-Варзин.
11 июля. Нидерланды — Греция 3:1 (25:20, 23:25, 25:15, 25:19); Португалия — Великобритания 3:0 (25:22, 25:15, 25:20).
12 июля. Нидерланды — Великобритания 3:0 (25:22, 25:15, 25:19); Португалия — Греция 3:1 (25:20, 25:16, 27:29. 25:22).
13 июля. Греция — Великобритания 3:1 (25:17, 25:20, 24:26, 25:11); Нидерланды — Португалия 3:0 (25:19, 26:24, 25:18).

### Группа В
| М | Команда  | 1               | 2               | 3               | 4               | И  | В | П | С/П   | О  |
| - | -------- | --------------- | --------------- | --------------- | --------------- | -- | - | - | ----- | -- |
| 1 | Германия |                 | 1:3 3:2 3:0 3:1 | 2:3 3:0 3:1 3:0 | 3:2 0:3 3:0 0:3 | 12 | 8 | 4 | 27:18 | 20 |
| 2 | Турция   | 3:1 2:3 0:3 1:3 |                 | 2:3 3:1 3:2 3:0 | 3:1 3:1 1:3 0:3 | 12 | 6 | 6 | 24:24 | 18 |
| 3 | Беларусь | 3:2 0:3 1:3 0:3 | 3:2 1:3 2:3 0:3 |                 | 3:2 3:1 3:0 3:0 | 12 | 6 | 6 | 22:25 | 18 |
| 4 | Австрия  | 2:3 3:0 0:3 3:0 | 1:3 1:3 3:1 3:0 | 2:3 1:3 0:3 0:3 |                 | 12 | 4 | 8 | 19:25 | 16 |

1-й тур. 20—22 июня.  Могилёв.
20 июня. Германия — Австрия 3:2 (22625, 25:20, 25:19, 20:25, 15:0); Беларусь — Турция 3:2 (25:22, 22:25, 25:23, 16:25, 15:12).
21 июня. Турция — Германия 3:1 (12:25, 25:23, 25:23, 25:20); Беларусь — Австрия 3:2 (27:25, 26:24, 21:25, 20:25, 17:15).
22 июня. Турция — Австрия 3:1 (25:22, 23:25, 25:17, 25:23); Беларусь — Германия 3:2 (25:21, 25:22, 16:25, 23:25, 21:19).
2-й тур. 27—29 июня.  Анкара.
27 июня. Германия — Беларусь 3:0 (25:19, 25:21, 25:22); Турция — Австрия 3:1 (22:25, 25:17, 25:15, 25:21).
28 июня. Австрия — Германия 3:0 (25:23, 25:22, 25:22); Турция — Беларусь 3:1 (25:19, 17:25, 26:24, 25:21).
29 июня. Беларусь — Австрия 3:1 (25:23, 27:25, 26:28, 25:21); Германия — Турция 3:2 (24:26, 25:23, 25:20, 21:25, 15:10).
3-й тур. 3—5 июля.  Трир.
3 июля. Австрия — Турция 3:1 (22:25, 25:19, 25:20, 25:18); Германия — Беларусь 3:1 (25:23, 25:17, 23:25, 25:18).
4 июля. Турция — Беларусь 3:2 (19:25, 25:21, 25:20, 23:25, 17:15); Германия — Австрия 3:0 (26:24, 25:18, 27:25).
5 июля. Беларусь — Австрия 3:0 (25:18, 25:21, 25:18); Германия — Турция 3:0 (25:18, 25:10, 25:21).
4-й тур. 11—13 июля.  Санкт-Антон-ам-Арльберг.
11 июля. Германия — Турция 3:1 (25:23, 21:25, 25:15, 25:22); Беларусь — Австрия 3:0 (30:28, 25:22, 25:22).
12 июля. Турция — Беларусь 3:0 (25:22, 25:19, 25:22); Австрия — Германия 3:0 (25:22, 25:22, 25:22).
13 июля. Германия — Беларусь 3:0 (25:21, 25:21, 34:32); Австрия — Турция 3:0 (25:23, 25:23, 25:23).

## Финальный этап
Бурса

### Полуфинал
19 июля
Словакия — Германия 3:2 (27:25, 25:21, 13:25, 17:25, 19:17)
Нидерланды — Турция 3:1 (25:21, 25:19, 31:33, 25:16)

### Матч за 3-е место
20 июля
Турция — Германия 3:2 (23:25, 23:25, 25:16, 25:22, 15:13).

### Финал
20 июля
Словакия — Нидерланды 3:1 (25:21, 25:18, 20:25, 25:23).

## Итоги

### Положение команд
| Словакия          |
| Нидерланды        |
| Турция            |
| 4. Германия       |
| 5—6. Беларусь     |
| 5—6. Греция       |
| 7—8. Австрия      |
| 7—8. Португалия   |
| 9. Великобритания |

### Призёры
Словакия: Милан Бенч, Михал Масны, Эмануэль Когут, Якуб Йошчак, Мартин Сопко, Любош Оходницки, Мартин Немец, Петер Янушек, Мирослав Якубов, Томаш Кмет, Юрай Затко, Роман Ондрушек. Главный тренер — Эмануэле Дзанини.
  Нидерланды: Роланд Радемакер, Янник ван Харскамп, Кай ван Дейк, Йерун Раувердинк, Ян-Виллем Сниппе, Тийе Влам, Нильс Клапвейк, Ларс Лоршейд, Йелте Маан, Матейс Маст, Барт ван дер Марк, Ваутер Столтц. Главный тренер — Петер Бланже.
  Турция: Улас Кияк, Нури Шахин,Эрсин Дюргют, Волкан Гюдж, Арслан Экси, Эрхан Дюнге, Исмаил Куртар, Кадир Джин, Фатих Барис, Ибрахим Эмет, Эмре Батур, Джюнейт Дагджи. Главный тренер — Фаусто Полодори.

### Индивидуальные призы
MVP:  Мартин Сопко
Лучший нападающий:  Волкан Гюдж
Лучший блокирующий:  Томаш Кмет
Лучший на подаче:  Мартин Сопко
Лучший на приёме:  Фердинанд Тилле
Лучший связующий:  Янник ван Харскамп
Лучший либеро:  Йелте Маан
Самый результативный:  Георг Грозер